# Pan de Azúcar (estación)
Pan de Azúcar es una estación de la Línea 1 del Metro de Panamá, ubicada en San Miguelito, entre la estación de San Miguelito y la estación de Los Andes. Fue inaugurada el 5 de abril de 2014, y se encuentra en la Avenida Transístmica, específicamente en el barrio de Pan de Azúcar y sirve al corregimiento de Victoriano Lorenzo.